# 서부로 (의성군)
서부로(Seobu-ro)는 경상북도 의성군 봉양면 화전리 봉양 교차로와 다인면 용곡리 지인교를 잇는 경상북도의 도로이다. 의성군 서부지역의 대표 도로라는 의미에서 서부로라 명명되었다. 본래 전 구간 국도 제28호선에 속했으나 비안다인로가 개설되면서 일부 구간이 이설되었다.

## 연혁
- 1981년 5월 8일 : 국도로 승격된 영주시 영주동 ~ 의성군 봉양면 하전동 84.9 km 구간 개통[1]
- 2000년 7월 14일 : 의성군 다인면 가원리 ~ 송호리 1.2 km 구간 개통[2] 및 기존 1.1 km 구간 폐지[3]
- 2005년 12월 30일 : 비안 ~ 봉양간 도로(의성군 비안면 이두리 ~ 봉양면 화전리) 9.92 km 구간 확장 개통[4], 기존 11.5 km 구간 폐지[5]
- 2018년 12월 20일 : 다인 ~ 비안간 도로 개통으로 기존 10.88km 구간 폐지[6]
- 2009년 7월 30일 : 2개 이상 시·군에 걸쳐 있는 도로로 서부로를 고시[7]

## 주요 경유지
경상북도
- 의성군 (봉양면 · 비안면 · 안계면 · 단북면 · 다인면)

## 노선
| 이름                            | 접속 노선                                                  | 소재지 | 소재지 | 비고                                          |
| ------------------------------- | ---------------------------------------------------------- | ------ | ------ | --------------------------------------------- |
| 봉양 교차로                     | 국도 제5호선 국가지원지방도 제68호선 (경북대로) 도리원3길  | 의성군 | 봉양면 | 국도 제28호선 구간                            |
| 안호교                          | 강변길                                                     | 의성군 | 봉양면 | 국도 제28호선 구간                            |
| 봉양1교                         |                                                            | 의성군 | 봉양면 | 국도 제28호선 구간                            |
| (교차로 명칭 미상)              | 탑골길                                                     | 의성군 | 봉양면 | 국도 제28호선 구간                            |
| 도암교                          | 도암1길                                                    | 의성군 | 비안면 | 국도 제28호선 구간                            |
| 쌍계교                          | 장춘길                                                     | 의성군 | 비안면 | 국도 제28호선 구간                            |
| 장춘교                          |                                                            | 의성군 | 비안면 | 국도 제28호선 구간                            |
| 장송교                          | 장춘2길                                                    | 의성군 | 비안면 | 국도 제28호선 구간                            |
| 동부교                          | 만세길 옥연길                                              | 의성군 | 비안면 | 국도 제28호선 구간                            |
| 서부교 비안교                   |                                                            | 의성군 | 비안면 | 국도 제28호선 구간                            |
| 이두교                          | 용천길 이두1길 강변길                                      | 의성군 | 비안면 | 국도 제28호선 구간                            |
| 용천 교차로                     | 국도 제28호선 (비안다인로)                                 | 의성군 | 비안면 | 국도 제28호선 구간                            |
| 용남 교차로                     | 국도 제28호선 (비안다인로) 거북이길 외남길                 | 의성군 | 비안면 |                                               |
| (용남2리)                       | 내남길                                                     | 의성군 | 비안면 |                                               |
| 교촌천교                        |                                                            | 의성군 | 안계면 |                                               |
| 교촌 교차로                     | 국도 제28호선 (비안다인로) 교화길                          | 의성군 | 안계면 |                                               |
| (원골)                          | 원동길                                                     | 의성군 | 안계면 |                                               |
| (위양리)                        | 위양1길                                                    | 의성군 | 안계면 |                                               |
| 위양교                          |                                                            | 의성군 | 안계면 |                                               |
| 토매삼거리                      | 안계길                                                     | 의성군 | 안계면 |                                               |
| 용기리                          | 용기12길                                                   | 의성군 | 안계면 |                                               |
| 용기사거리                      | 지방도 제912호선 (안신로) 용기3길 용기4길                  | 의성군 | 안계면 | 지방도 제912호선 구간                         |
| 용기삼거리                      | 지방도 제912호선 (도안로)                                  | 의성군 | 안계면 | 지방도 제912호선 구간                         |
| 시안삼거리                      | 안계길                                                     | 의성군 | 안계면 |                                               |
| 정안교                          | 양곡2길                                                    | 의성군 | 단북면 |                                               |
| 정안삼거리                      | 정안들길                                                   | 의성군 | 단북면 |                                               |
| 서의성 나들목 (서의성IC 교차로) | 30호선 서산영덕고속도로 국도 제28호선 (비안다인로) 삼분2길 | 의성군 | 단북면 |                                               |
| (연제2리 우제)                  | 새미길 연제2길                                             | 의성군 | 단북면 |                                               |
| 삼분 교차로                     | 국도 제28호선 (비안다인로) 문암길                          | 의성군 | 다인면 |                                               |
| 신락 교차로                     | 국도 제28호선 (비안다인로) 신락3길                         | 의성군 | 다인면 |                                               |
| 외정 교차로                     | 국도 제28호선 (비안다인로) 외정길                          | 의성군 | 다인면 |                                               |
| 신락교                          |                                                            | 의성군 | 다인면 |                                               |
| 가원 교차로                     | 국도 제28호선 (비안다인로) 송호1길                         | 의성군 | 다인면 |                                               |
| 다인농공단지                    | 가원농공길                                                 | 의성군 | 다인면 |                                               |
| 가원리                          | 가원농공길 시말길                                          | 의성군 | 다인면 |                                               |
| (가원교 남단)                   | 시말길                                                     | 의성군 | 다인면 |                                               |
| 가원교                          |                                                            | 의성군 | 다인면 |                                               |
| (가원교 북단)                   | 새내길 서릉1길                                             | 의성군 | 다인면 |                                               |
| 다인정류소                      |                                                            | 의성군 | 다인면 |                                               |
| 서릉리                          | 지방도 제923호선 (단북다인로) (자미로)                     | 의성군 | 다인면 |                                               |
| 서릉삼거리                      | 국도 제59호선 (상주다인로) 서릉길                          | 의성군 | 다인면 | 국도 제59호선 구간                            |
| (도암리)                        | 서릉길                                                     | 의성군 | 다인면 | 국도 제59호선 구간                            |
| 서릉 교차로                     | 국도 제28호선 (비안다인로)                                 | 의성군 | 다인면 | 국도 제28, 59호선 구간                        |
| 도암 졸음쉼터                   |                                                            | 의성군 | 다인면 | 국도 제28, 59호선 구간 봉양 방향              |
| 덕지교                          |                                                            | 의성군 | 다인면 | 국도 제28, 59호선 구간                        |
| 덕지 교차로                     | 덕지3길                                                    | 의성군 | 다인면 | 국도 제28, 59호선 구간                        |
| 상광덕 교차로                   | 덕미1길                                                    | 의성군 | 다인면 | 국도 제28, 59호선 구간                        |
| 덕미 교차로                     | 국도 제59호선 (삼강로)                                     | 의성군 | 다인면 | 국도 제28, 59호선 구간                        |
| (반정)                          | 덕미2길 반정길                                             | 의성군 | 다인면 | 국도 제28호선 구간                            |
| (양서1리)                       | 덕미3길 양서1길                                            | 의성군 | 다인면 | 국도 제28호선 구간                            |
| (양서2리)                       | 양서봉정길                                                 | 의성군 | 다인면 | 국도 제28호선 구간                            |
| (용곡리)                        | 용곡1길                                                    | 의성군 | 다인면 | 국도 제28호선 구간                            |
| 용곡삼거리                      | 지방도 제916호선 지방도 제923호선 (용곡길)                 | 의성군 | 다인면 | 국도 제28호선 구간 지방도 제916, 923호선 구간 |
| 지인교                          |                                                            | 의성군 | 다인면 | 국도 제28호선 구간 지방도 제916, 923호선 구간 |
| 예지로와 직결                   |                                                            |        |        |                                               |

## 주요 건물 및 시설
- 의성군 친환경농업기술보급센터 (경상북도 의성군 비안면 서부로 708)
- 안계보건지소 (경상북도 의성군 안계면 서부로 1776-40)
- 한국농어촌공사 의성군위지사 (경상북도 의성군 안계면 서부로 1776-46)
- 의성농업기술센터 안계지소 (경상북도 의성군 안계면 서부로 1800)
- 안계농협 미곡종합처리장 (경상북도 의성군 안계면 서부로 1848)
- 다인정류소 (경상북도 의성군 다인면 서부로 2750)